# 阿尔特维莱尔
阿尔特维莱尔（法語：Altwiller，法語發音：[altvilɛʁ] ⓘ）是法国下莱茵省的一个市镇，属于萨韦尔讷区。

## 地理
阿尔特维莱尔（48°55'49"N, 6°58'49"E）面积16.22 平方千米，位于法国大東部大區下莱茵省，该省份为法国大陆部分最东部的省份，是阿尔萨斯的一部分，今与上莱茵省组成了阿尔萨斯欧洲集体，其南至上莱茵省，西南接孚日省和默尔特-摩泽尔省，西接摩泽尔省，北与德国接壤。
与阿尔特维莱尔接壤的市镇（或旧市镇、城区）包括：比塞尔、翁斯基尔克、维贝斯维莱尔、维泰尔斯布尔、迪登多夫、阿尔斯基申、因辛根。
阿尔特维莱尔的时区为UTC+01:00、UTC+02:00（夏令时）。

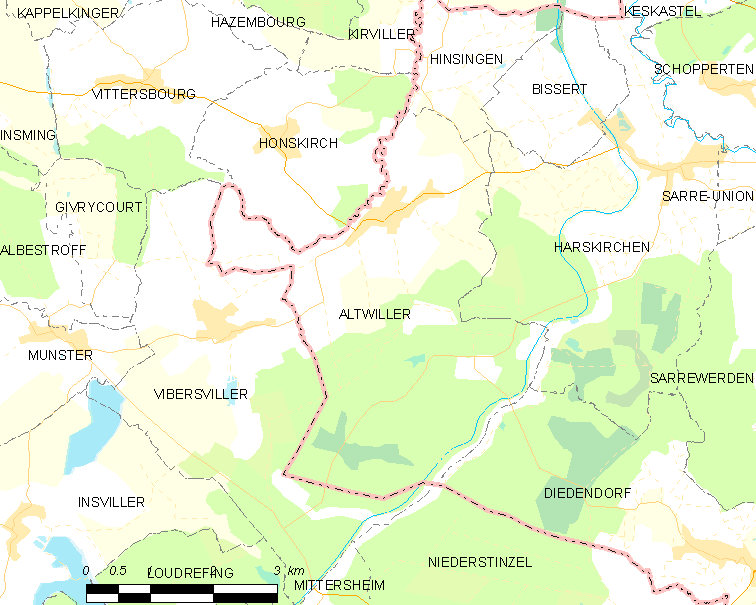
阿尔特维莱尔的OSM定位图

## 行政
阿尔特维莱尔的邮政编码为67260，INSEE市镇编码为67009。

## 政治
阿尔特维莱尔所属的省级选区为英维莱尔县。

## 人口

1962-2008年间阿尔特维莱尔人口变化图示

阿尔特维莱尔于2022年1月1日时的人口数量为374人。